# Mechora (politická strana)
Mechora (hebrejsky: מכורה; doslova „Původ“) byla izraelská politická strana existující jen jeden den v roce 1999.

## Okolnosti vzniku a ideologie strany
Strana vznikla 4. března 1999 během funkčního období čtrnáctého Knesetu zvoleného ve volbách roku 1996, když se Moše Peled, místopředseda Knesetu a náměstek ministra školství odtrhl od své domovské strany Comet, která předtím kandidovala na společné kandidátní listině Likud-Gešer-Comet.
Nová formace existovala samostatně pouhý jeden den. Ještě 4. března 1999 se sloučila se stranou Moledet. V následujících volbách roku 1999 kandidoval Moše Peled na společné kandidátce ha-Ichud ha-Le'umi, do níž se začlenila strana Moledet. Mandát ale neobhájil.